# Estirge

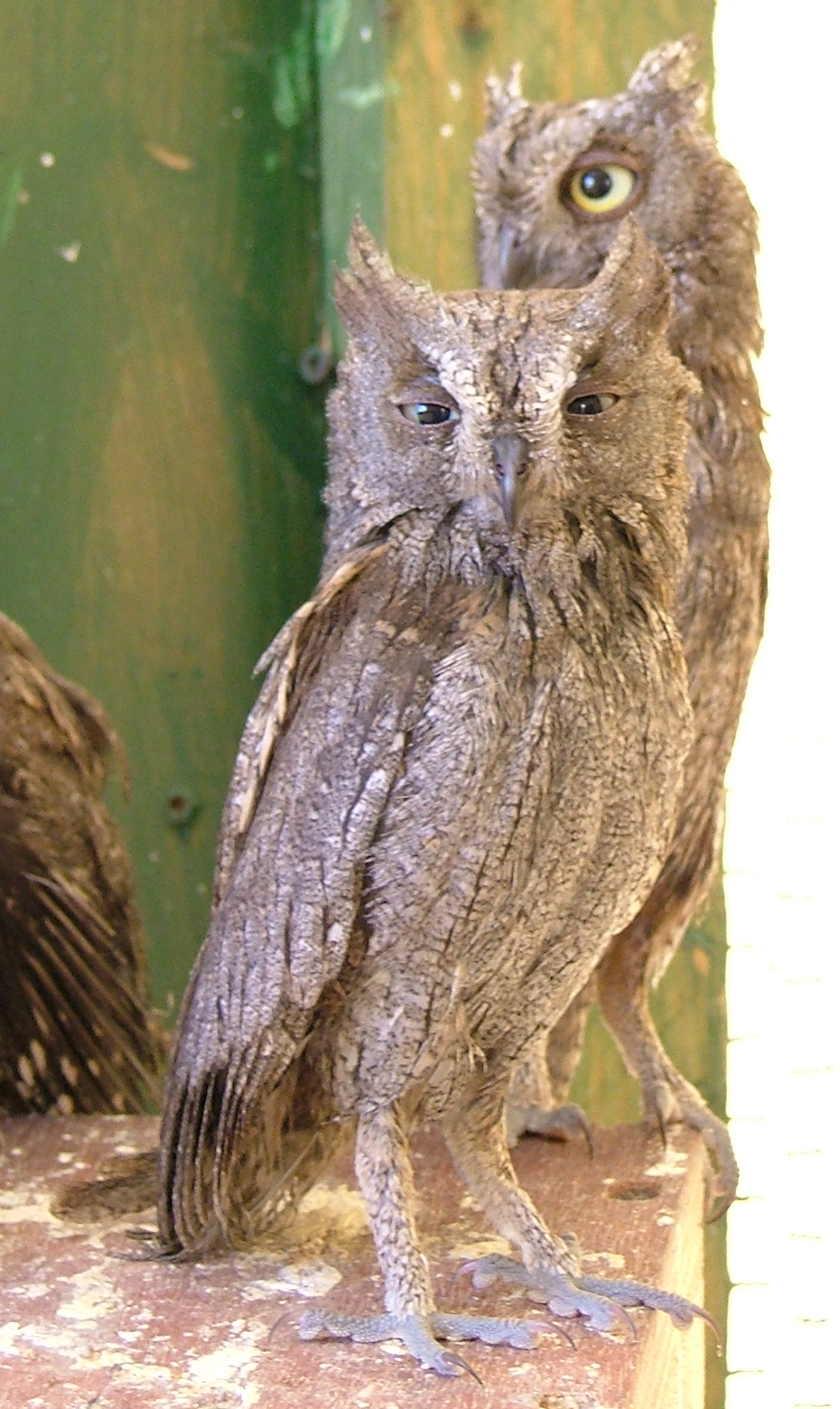
O comportamento e chamamento das corujas influenciou certamente a mitologia romana na descrição do monstro denominado "estirge", ser voador e sugador de sangue.

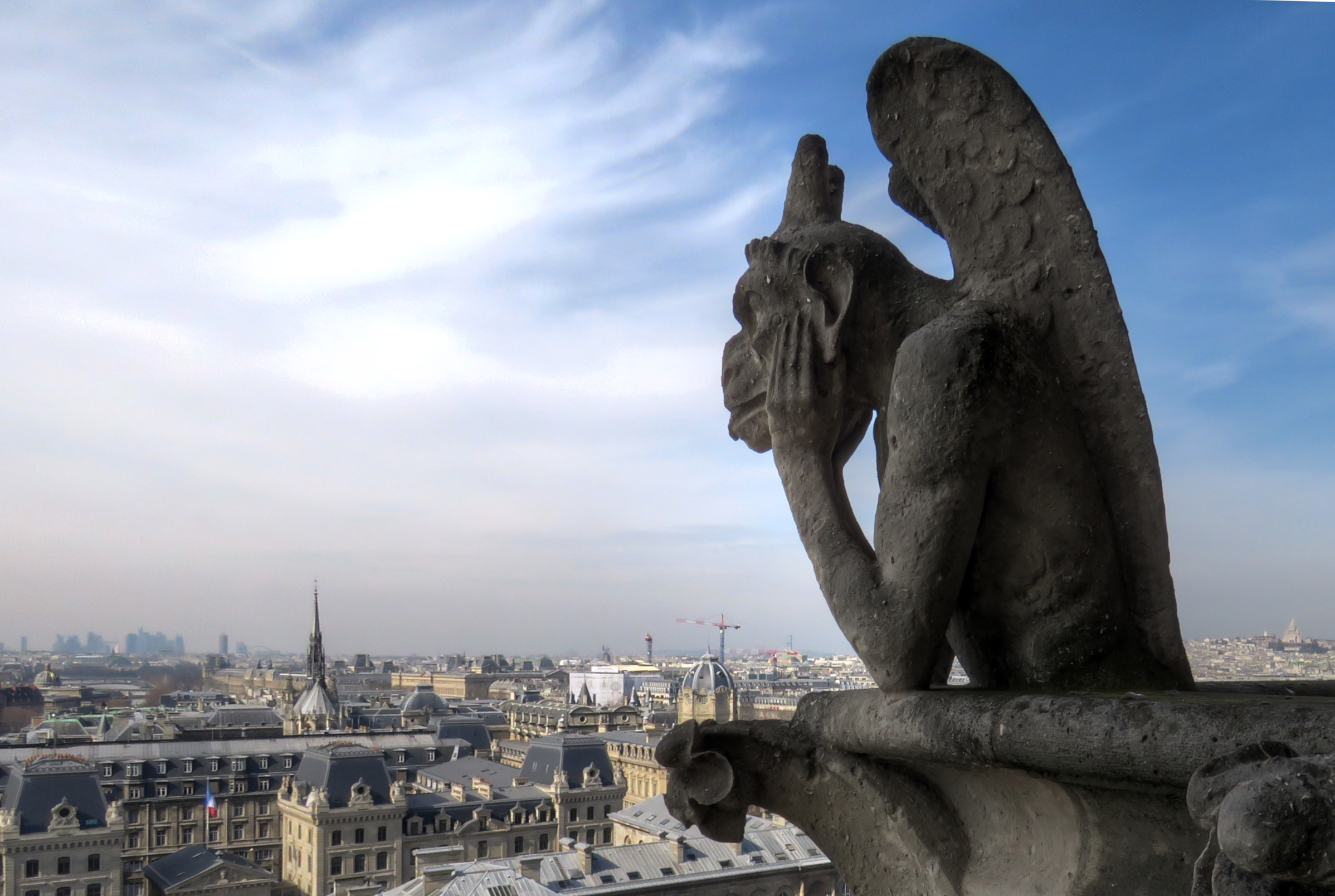
"Le Stryge". Quimera tem vista para Paris do topo da Notre-Dame de Paris.

Estirge ou estrige (em latim: Strix) é um ser voador presente na mitologia romana que suga sangue para poder sobreviver. Este ser tem forma de pássaro com asas parecidas às de um morcego e olhos amarelos, quatro patas com que se agarra às suas vítimas e um bico voraz com o qual suga o sangue.
As lendas romanas contam que quando ataca, é quase impossível que se separe do corpo da sua vítima até que termine de sugar o seu sangue, a não ser que seja morto. As vítimas morrem instantaneamente. Estes seres teriam boa visão e olfato, por isso é-lhes fácil detectar suas vítimas.
Quando terminava o ataque às vítimas, a estirge/estrige dormiria durante dias um sono muito profundo, e neste momento aproveitavam os seus perseguidores para as atacar.
A primeira citação em língua latina encontra-se na obra Pseudolus, de Plauto, escrita em 191 a.C.: um cozinheiro, descrevendo um prato de sua autoria, compara as suas acções às de corujas ao desmembrar uma vítima no sangramento.